# Cupido zena
Cupido zena är en fjärilsart som beskrevs av Moore 1865. Cupido zena ingår i släktet Cupido och familjen juvelvingar. Inga underarter finns listade i Catalogue of Life.